# Afares
Os afares (em afar: ዐፋር; romaniz.: qafár ou ʿāfār; em amárico: አፋር; āfār;  em árabe: عفار) são os integrantes de um grupo étnico cuxítico que habita o Chifre da África, principalmente o Deserto de Danakil, na região (kililoch) de Afar, na Etiópia, assim como partes da Eritreia e do Djibuti. Totalizam 1 276 374 indivíduos na Etiópia (cerca de 1,73% do total da população do país), dos quais 108 488 habitam cidades, de acordo com o censo de 2007. Também compõem mais de um terço da população do Djibuti.
São também conhecidos como Danakil, nome usado especificamente para se referir aos afares do norte, enquanto os afares do sul são conhecidos como Adel (ou Adal), de maneira análoga ao antigo Sultanato de Adal.
A língua afar, que faz parte do ramo cushítico da família linguística afro-asiática, é falada por todo o território habitado pelo grupo étnico; como os afares são, no entanto, tradicionalmente pastores nômades, seu idioma também está presente em outras regiões.
Os afares se converteram ao islã no século X, após estabelecerem contato com mercadores árabes vindos da península Arábica.

## História
A menção mais antiga registrada aos afares foi feita no século XIII, pelo escritor árabe ibne Saíde, que relatou que eles habitavam a área em torno do porto de Suaquém, estendendo-se a sul, até Mandebe, perto de Zeilá. Foram também mencionados com frequência, nos registros etíopes, primeiro por ter ajudado o imperador Ámeda-Sion I numa campanha no território depois do rio Awash, e um século depois, quando auxiliaram o imperador Baida-Mariam I em sua campanha contra um povo vizinho, os dobe'a. No fim do século XVII surgiu o Sultanato de Aussa, dominando por um primus inter pares dos soberanos afares.
Em 1975 a Frente de Liberação Afar iniciou uma revolta, sem muito sucesso, liderada por um antigo sultão afar. O Derg estabeleceu a Região Autônoma de Assabe (atual Assabe, na Eritreia), embora ainda assim alguns focos de insurreição tenham continuado a existir até o início da década de 1990. No Djibuti um movimento similar foi iniciado ao longo da década de 1980, culminando na Insurgência Afar de 1991.

## Cultura e estilo de vida
Embora alguns afares tenham migrado para cidades e adotado um estilo de vida urbano, a maioria permaneceu como pastores nômades, criando gado bovino, ovino e caprino no deserto. Durante a estação das secas, a maioria acampa nas margens do rio Awash. Camelos são usados como meio de transporte pelos afares, enquanto migram de uma fonte de água a outra. Com a chegada da estação das chuvas, em novembro, a maior parte dos afares volta então para territórios mais altos, evitando as enchentes e os mosquitos.
Uma casa típica afar consiste de uma espécie de tenda, conhecida como ari, feita com varas de madeira cobertas por tapetes; camas feitas com os mesmos tapetes e madeiras também são usadas. Cada burra, "acampamento", consiste de dois ou mais ari, e é de responsabilidade das mulheres. Os afares complementam sua dieta de leite e carne com produtos que obtêm vendendo o sal que escavam do deserto, além de leite e peles de animais, nos mercados de Senbete e Bati.
Politicamente, a sociedade afar se organiza em sultanatos, formados por sua vez por diversas aldeias, chefiadas por um dardar. Tradicionalmente a sociedade se divide em famílias (clãs), e em classes: os asaimara, "vermelhos", formam a classe dominante, enquanto os adoimara, "brancos", são a classe trabalhadora.
A circuncisão é praticada tanto em garotos quanto garotas. Um jovem é julgado por sua bravura ao suportar a dor do ato, e após ser circuncisado por escolher a garota que desejar como sua esposa (geralmente alguém de seu próprio círculo étnico).
Os afares possuem uma relação forte com o seu meio ambiente e a vida selvagem da região, partilhando a terra e seus recursos com os animais e tentando não lhes fazer mal. Este comportamento teria sido responsável pela preservação de animais em sério risco de extinção, como o burro selvagem africano (Equus africanus), que se tornou extinto em ecossistemas mais vulneráveis.
A cultura afar apresenta alguns hábitos exclusivos em termos de vestimenta:
- Mulheres casadas tradicionalmente vestem um lenço negro chamado de shash ou mushal.
- O principal item do vestuário de homens e mulheres é o sanafil, uma pano vestido na cintura. As mulheres o tingem de marrom (embora hoje em dia utilizem de diversas cores), enquanto os homens não pintam os seus.